# Flamain

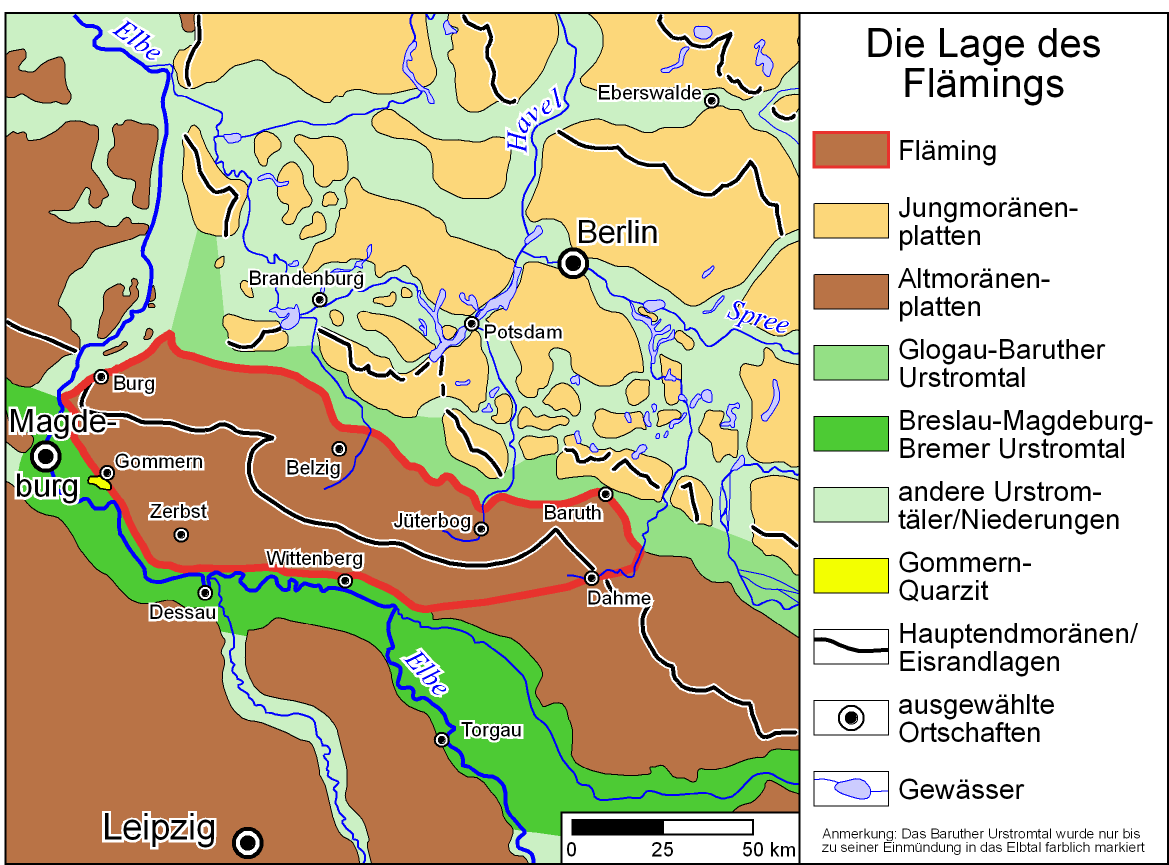
Carte géologique, la bordure rouge marque le Flamain.

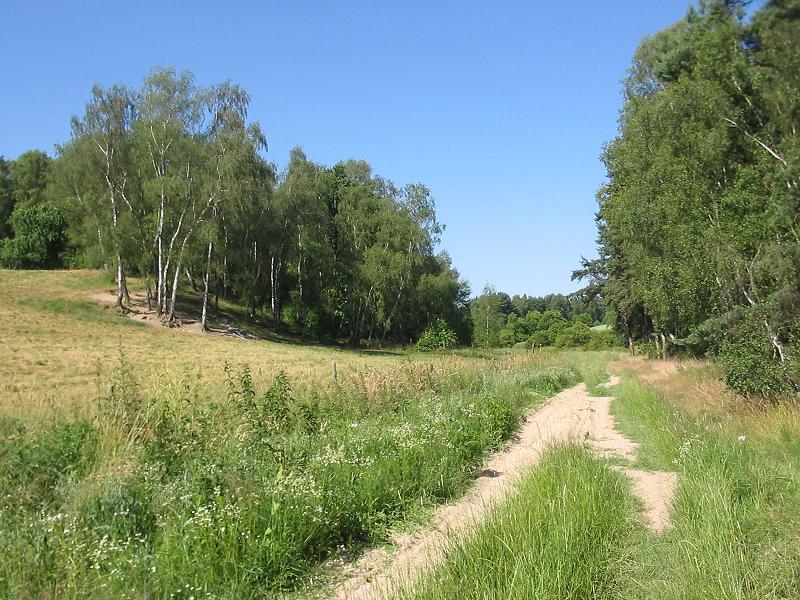
Vallée sèche dans le Flamain.

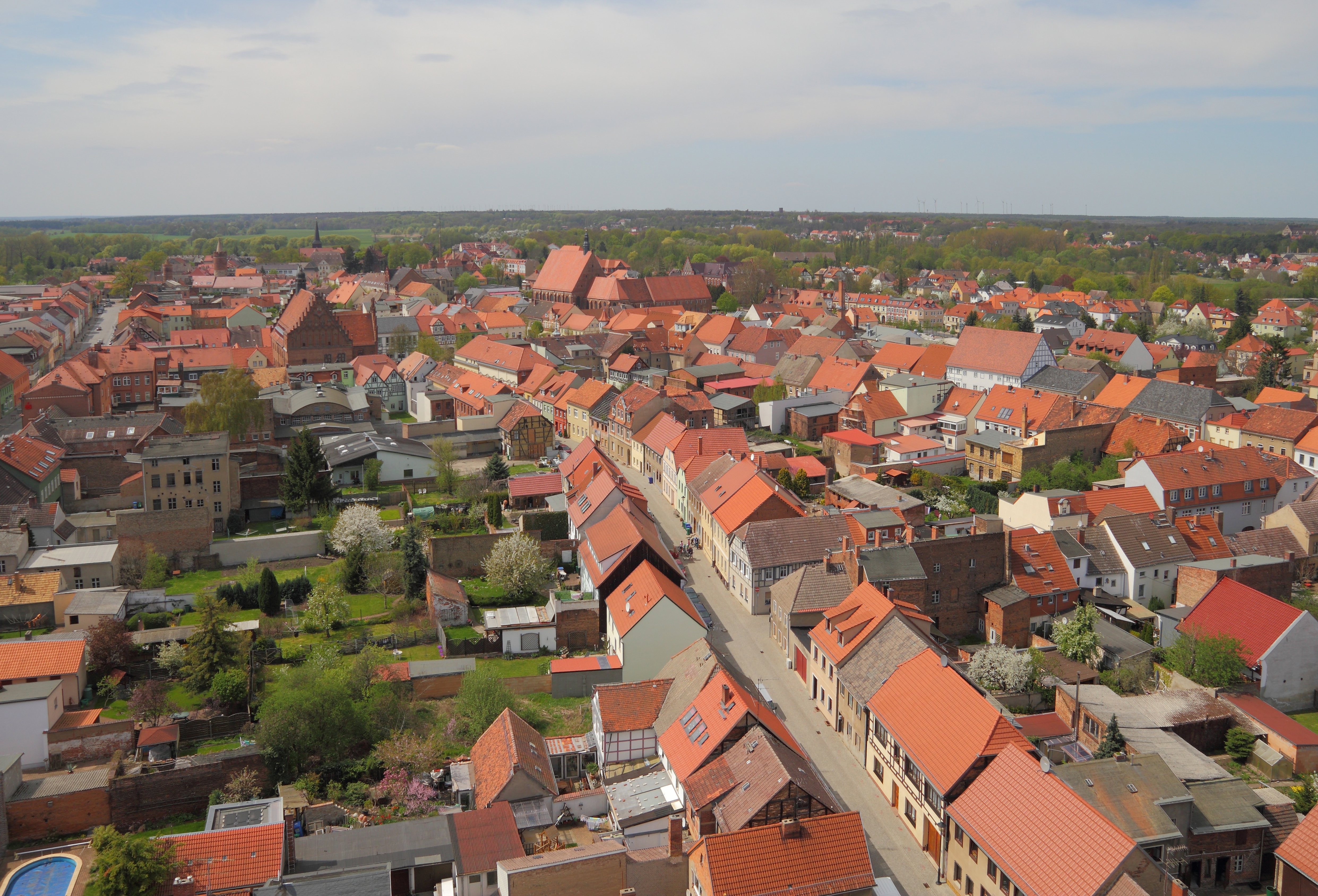
La ville de Jüterbog.

Le Flamain (Fläming en allemand) est une région historique allemande, à l'est de l'Elbe et au sud de Berlin.
Elle est située pour l'essentiel dans le land de Brandebourg, mais sa partie ouest est en Saxe-Anhalt. Le nom de Flamain est dérivé des colons médiévaux flamands. Composante de la plaine d'Allemagne du Nord, c'est une région de moraines de la période glaciaire avec sol sableux et collines peu hautes. 
On distingue le « Haut Flamain » (hohe Fläming) un petit peu plus haut, à l'ouest et le  « Bas Flamain » (niedere Fläming) à l'est. Le sol est couvert de grands bois de pins ou mixtes. L'agriculture produit des céréales et des pommes de terre. Autour de Schlieben s'étend une petite aire vinicole. La population n'est pas dense et il n'y a pas de grandes industries. Cette région ne comprend ni lacs ni fleuves importants, mais elle a pour voisines des régions fluviales : les terres basses de l'Elbe et l'Elster noire à l'ouest et au sud, la région de la Havel au nord et la région de la Sprée avec la forêt de la Sprée à l'est.